# مناره باغ‌قوشخانه
مناره باغ قوشخانه که به زبان گفتار محلی مناره باقوشخانه و با نامهای دیگر مناره قوشخانه یا مناره طوقچی نیز خوانده می‌شد، اثری تاریخی است که در شمال غربی محله جویباره اصفهان در کنار باغ قوشخانه قرار دارد. کارشناسان با توجه به تزئینات و شیوهٔ معماری زمان بنیاد آن را سدهٔ هشتم هجری و یادگار دورهٔ ایلخانان می‌دانند.
این مناره یکی از دو مناره‌ای بوده که در دو سوی مسجدی به نام مسجد بابا سوخته یا مصلی قرار داشته که جفت آن از میان رفته است.

## نامگذاری
وجه تسمیه این بنا به سبب نزدیکی به باغ معروف قوشخانه از باغات سلطنتی شاه عباس یکم بوده است. دلیل معروفیت این مناره نیز به باغ قوشخانه مجاورت آن با باغ سلطنتی است که در آن پرندگان شکاری پادشاهان نگهداری می‌شده. اکنون این مناره در نزدیکی دروازه کهن طوقچی جای گرفته و به همین شوند آن را به نام‌های باقوشخانه و طوقچی نیز می‌خوانند و زمانی به شوند همسایگی با آرامگاه علی بن سهل، منار علی بن سهل نیز خوانده می‌شد.
ناصرخسرو، نیز در سفرنامه خود از ورود به اصفهان و اتراق در خانقاه علی ابن سهل و پذیرایی فوق‌العاده از وی اشاره کرده است.

## ویژگی‌های بنا

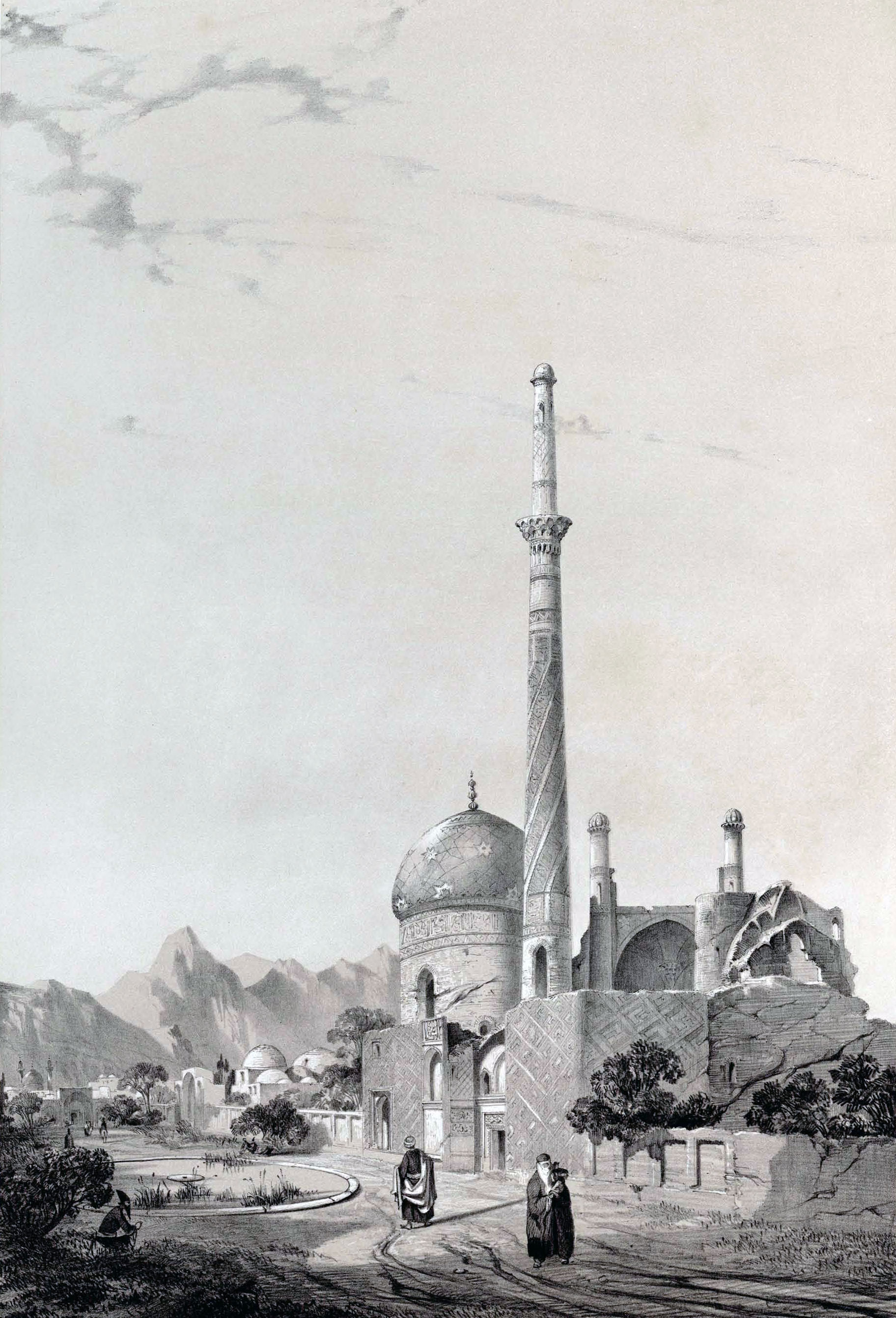
مسجد مصلی در ابتدای دوران قاجار

این سازه سی و هشت متر ارتفاع دارد و پلکان آن معمولی است. تزیینات آن پنج بار تکرار مارپیچ واژهٔ الله‌اکبر به خط کوفی بنایی فیروزه‌ای بر زمینه آجری همراه با نقشهای اسلیمی ختایی تزئین شده است و از حیث تزئینات و ویژگی‌های هندسی اثری کم‌نظیر به‌شمار می‌رود.
بر روی بدنه و قاعده این مناره آثاری از کتیبه دیده می‌شود، ساختمان آن از دوره ایلخانیان است.
منار باقوشخانه به‌جای‌مانده یکی از دو منار کناره‌های مسجد مصلی است که اکنون نشانه‌ای از آن نیست. این منار حدود ۳۸ متر بلندی دارد. تزیین آن به خط بنایی فیروزه‌ای بر زمینه آجری به گونه مارپیچ از تکرار الله اکبر درست شده است. کتیبه منار شکل گردنبند است که با خط ثلث سفید معرق بر زمینه گل و برگ آجری تزیین شده و بخش‌های زیادی از آن ریخته است. با توجه به تزیین‌ها و گونه معماری زمان ساخت آن را مربوط به دوران مغول‌ها می‌دانند.

## توصیف اوژن فلاندن
از این مسجد در منابع تاریخی با عنوان مسجد باباسوخته، مسجد عمر و مسجد سلطان ابوسعید بهادرخان یاد کرده‌اند. اوژن فلاندن، معمار و خاورشناس فرانسوی که در سال ۱۲۵۵ هجری از اصفهان بازدید کرده است، از این مسجد، نقاشی و توصیفی جالب به یادگار گذاشته است: «مسجد کوچک زیبایی خودنمایی می‌کند که گوهری است گرانبها در هنر معماری ایران. این مسجد، باباسوخته نامیده می‌شود. نه تنها گنبد و مناره آن کاشی کاری شده، بلکه تمام سطوح آن از بالا تا پایین به همین طریق با کاشی مینایی پوشیده شده است. امروزه این نما صدمه کلی دیده و آجرهای زیر کاشی‌ها از هر سو نمایان شده است. با این همه هنوز هم درخشش این نمای درخشان به چشم می‌خورد. نقوش بزرگ ستاره‌ای شکلی به رنگ‌های سبز و سفید بر زمینه لاجوردی گنبد نقش شده است. بر فراز گنبد و در میان حاشیه‌های آبی رنگ، کتیبه‌ای با حروف سفید بر زمینه سبز، گنبد را دور می‌زند. مناره که جلوه‌ای بی‌نهایت دل‌انگیز دارد، با قد کشیده خود، سلسله‌ای از نقوش مارپیچ به رنگ‌های سبز و سفید را که بر سطح مینایی‌اش در هم پیچیده‌اند، به نمایش گذاشته است».

## مرمت بنا
در سال ۱۳۸۵ سازمان میراث فرهنگی، صنایع دستی و گردشگری، برای استحکام‌بخشی سازه - مقرنس کاری - مرمت گنبد مناره - پنجره‌ها و کاشی‌کاری تمام سطح مناره و راه‌پله‌ها اقدام کرده است.